# رضوية (غناباد)
رضوية (بالفارسية: رضویه) هي قرية تقع في قسم زيبد الريفي في إيران. يقدر عدد سكانها بـ 80 نسمة بحسب إحصاء 2016.